# Muhammad Khalji
Ikhtiyar-ud-Din Muhammad ibn Bakhtiyar Khalji (en bengali : ইখতিয়ার উদ্দিন মুহম্মদ বখতিয়ার খলজী, en persan : اختيار الدين محمد بن بختيار الخلجي), est un général ghuride, lieutenant de Qûtb ud-Dîn Aibak, conquérant du Bihar et du Bengale, à l'origine de la dynastie Khaldji qui règne sur le sultanat de Delhi entre 1290 et 1320.
Selon l'historien persan Minhaj-i-Siraj (v. 1193-1259 (en)), c'est un homme « impétueux, entreprenant, courageux, audacieux, sagace et expert dans l'art de la guerre ». Natif de Balkh, il est issu de la tribu des Khaldji, dont il dirige les troupes qui participent à la conquête de l'Inde par Muhammad Ghûrî. En 1193 il occupe le Bihar, donnant le coup de grâce aux communautés bouddhiques, notamment après le sac par son armée des monastères de Nâlandâ (1197) et de Vikramaśīla (1203). Il reçoit les honneurs de Muhammad Ghûrî, puis de Qûtb ud-Dîn Aibak, ainsi que de nombreux présents qu'il redistribue à ses hommes. En 1202-1204, il envahit l'ouest du Bengale. Il chasse la dynastie Sena de sa capitale Nadiya (l'actuelle Nabadwip) et installe la sienne à Lakhnauti. Il meurt en 1206 au cours d'une expédition désastreuse au Tibet.

## Source
- (en) Medieval India : From Sultanat to the Mughals (1206-1526) - I, par Satish Chandra, Har-Anand Publications, 2004-2006,  (ISBN 81-241-1064-6), 9788124110645.